# Колесов, Яков Сергеевич
Яков Сергеевич Колесов (1908—1975) — генерал-лейтенант Советской Армии, участник Великой Отечественной войны.

## Биография
Яков Колесов родился 19 июня 1908 года в  с. Великий Враг, ныне Безводнинский сельсовет, Кстовский район,   Нижегородская область. Начал работать с 17 лет. В 1928 году окончил Водный военный техникум, а в 1934 году окончил технологический факультет Горьковского института.
28 октября 1941 года был призван на военную службу. Занимал следующие должности: с 18 октября 1941 года по 13 февраля 1942 года был членом Военного совета 1-й Ударной Армии Западного Фронта, с 12 февраля 1942 года по 15 июля 1942 года был членом Военного совета Крымского Фронта, с 15 июля 1942 года по 16 ноября 1942 года — член Военного совета военного госпиталя города Куйбышева, с 16 ноября 1942 года по 30 июня 1948 года служил заместителем начальника управления по политической части Главного Управления Тыла Красной Армии. Стал слушателем Высшей военной академии имени К. Е. Ворошилова 30 июня 1948 года.
Был назначен членом Военного совета 3-й армии 8 сентября 1955 года. 4 февраля 1958 года был назначен начальником политического отдела, а с 28 мая 1959 года стал секретарём парткома Военной академии имени К. Е. Ворошилова. Был переведён в Военно-топографическое управление ГШ ВС СССР на должность заместителя начальника управления 6 марта 1966 года. 6 марта 1971 года был уволен в запасные войска по болезни. Умер 28 января 1975 года. Похоронен на Новодевичьем кладбище Москвы. Награждён  орденом Ленина (17.09.1943), орденом Кутузова 1-й степени (01.08.1944), орденом Трудового Красного Знамени (22.02.1968) орденом Красной Звезды (02.01.1942), медалями.